# JPEG
JPEG ali JPG (angleško Joint Photographic Experts Group) je rastrski slikovni format. Definiran je v {\displaystyle YC_{b}C_{r}} barvnem prostoru. V nasprotju z GIF-formatom, ki uporablja brezizgubno kompresijo, JPEG-format (lahko) uporablja izgubno kompresijo, kar pomeni da s kompresijo določene informacije v sliki izgubimo. Če s stopnjo kompresije ne pretiravamo, razlika med originalno in kompresirano sliko ni opazna. JPEG-format bitno sliko najprej pretvori v frekvenčni prostor s pomočjo kosinusove transformacije (DCT II). Sama kompresija slike je lahko narejena na več načinov:
- rezanje višje-frekvenčnih komponent
- zmanjševanje barvnih komponent (downsampling)
- kodiranje po metodi ponavljajočih vrednosti (Run Length Encoding)
- kodiranje po Huffmanu